# Farm & Country Fair
De Farm & Country Fair is een Nederlands belevenisfestival dat jaarlijks eind juni wordt gehouden in IJzerlo (gemeente Aalten, Achterhoek).

## Geschiedenis
De eerste Farm & Country Fair werd in 1996 georganiseerd met als doel de Nederlandse landbouw op een toegankelijke manier in de schijnwerpers te zetten. Initiatiefnemers waren Erik en Joke Ruesink uit IJzerlo, eigenaren van een melkveebedrijf. Het stel had in Engeland plattelandsshows bezocht en kwam daarbij op het idee in Nederland een soortgelijk evenement te houden. In het eerste jaar waren er 1500 bezoekers en vijftig standhouders. In de loop der jaren spitste de fair zich steeds meer toe op de moderne landbouw.
In 2014, tijdens de negentiende editie, werden de initiatiefnemers koninklijk onderscheiden, onder meer vanwege hun inspanningen voor het evenement.
De editie van 2020, die de 25e had moeten worden, werd geannuleerd als gevolg van de coronacrisis. Ook de editie van 2021 ging om deze reden niet door. In 2022 werd weer een editie gehouden, waarin het 25-jarig lustrum alsnog werd gevierd.

## Het festival
Tijdens de editie van 2015 waren er zo’n vierhonderd standhouders en werd de fair bezocht door zo'n veertigduizend mensen, programma's in meerdere showringen en 'themadorpen' met dieren, presentaties en speciale producten. Er zijn rassenpresentaties met tientallen verschillende rassen paarden, schapen en geiten, honden, koeien en pluimvee. Jaarlijks zijn er nieuwe onderdelen toegevoegd, zoals een kooktheater, een muziektent (voornamelijk met optredens van folkbands), een follybos, het Vintage Festival en diverse collecties antieke en nostalgische voorwerpen. De eerste collectie die bij de Fair in bezit kwam, bestond uit enkele honderden kinderwagens uit de periode 1875 - 1970. In 2014 nam de Farm & Country Fair een strijkijzermuseum uit Drenthe over.